# 치과 보철학
치과 보철학(齒科補綴學, prosthodontics)은 치과의 전문분야의 하나다.
임상치과의학의 한 분야로, 치아 우식증, 외상등에 의해 큰 손상이 있어 실질적으로 결손된 것과 다름없는 경우, 혹은 하나의 치아에서부터 모든 치아가 완전히 결손되었을 때 발생하는 기능장애 및 심미성 회복을 목적으로 하며, 치과의사가 중심이 되어 진료와 연구를 한다.

## 분류
치과 보철학은 치아의 결손 상태에 따라 크게 다음과 같이 나뉜다.
- 관교의치 보철학 - 실질적으로 결손된 소수의 치아를 고정성 보철물로 회복하는 지식과 기술. 관교의치에 의한다.
- 국소의치 보철학 - 부분적인 치아들의 손실을 가철성 보철물로 회복하는 지식과 기술. 국소의치에 의한다.
- 총의치 보철학 - 모든 치아의 손실을 가철성 보철물로 회복하는 지식과 기술. 총의치에 의한다.
- 임플란트 보철학 - 손실된 치아를 임플란트(인공치근)에 결합된 보철물로 회복하는 지식과 기술.
- 악안면 보철학 - 선천적인 기형, 종양, 외상 등에 의해 구강 및 악안면 부위에 발생한 손실을 보철물로 회복하는 지식과 기술.

## 같이 보기
- 치아 수복
- 구강외과
- 덴탈임플란트